# Železná Ruda
Železná Ruda é uma cidade checa localizada na região de Plzeň, distrito de Klatovy.